# Nusaybah bint Ka'ab
Naseebah bint Ka'ab (Árabe: نَسِيبة بنت كعب; también ʾUmm ʿAmmarah, Umm Umara, Umm marah), fue una de las primeras mujeres en convertirse al Islam. Fue una de las discípulas (conocidas en árabe como Sahaba o compañeras) del profeta islámico Mahoma, y una guerrera que participó en las batallas de Uhud, Hunain y Yamamah.

## Vida
Nusaybah, miembro de la tribu Banu Najjar que vivía en Medina, era hermana de Abdullah bin Ka'ab y madre de Abdullah y Habib ibn Zayd al-Ansari. 
Cuando 74 líderes, guerreros y estadistas de Medina llegaron a Al-Áqaba para prestar juramento de fidelidad al Islam tras la enseñanza de la nueva religión impartida por Mus`ab ibn `Umair en la ciudad, Nusaybah y Umm Munee Asma bint `Amr bin `Adi fueron las únicas dos mujeres que se comprometieron personalmente con el profeta islámico Mahoma. El esposo de esta última, Ghazyah bin `Amr, informó a Mahoma que las mujeres también querían entregarles su bayah (o juramento) en persona, y él accedió.  Regresó a Medina y comenzó a enseñar el Islam a las mujeres de la ciudad. Esta bayah o promesa era en realidad una entrega del poder a Mahoma sobre la ciudad, a través de sus figuras clave. Su papel más destacado fue en la batalla de Uhud, donde defendió al profeta. También participó en la batalla de Hunain, Yamamah y en el Tratado de Hudaybia.
Sus dos hijos, ambos mártires en batalla, eran de su primer matrimonio con Zaid bin ʿAsim Mazni. Más tarde se casó con Bin Amr y tuvo otro hijo, Tameem, y una hija, Khawlah. 

## Nusaybah contra Naseebah
Aunque a menudo se hace referencia a ella en algunos contextos modernos como Nusaybah, el nombre más preciso atribuido a esta figura histórica es Naseebah. En el libro Explicando el Harakat de los nombres concretos de los narradores, su ascendencia y kunyas (Árabe: توضيح المشتبه في ضبط أسماء الرواة وأنسابهم وألقابهم وكناهم) por el erudito clásico del hadiz Ibn Nasir Al-Din Al-Dimashqi (ابن ناصر الدين) menciona el nombre de Umm 'Ammarah como se escribe نَسِيبة بنت كعب (Naseebah bint Kaab) con el nombre Nusaybah atribuido en su lugar a Nusaybah Bint al-Harith (también Umm ʾAtiyyah)